# Xã Russell, Quận Lawrence, Illinois
Xã Russell (tiếng Anh: Russell Township) là một xã thuộc quận Lawrence, tiểu bang Illinois, Hoa Kỳ. Năm 2010, dân số của xã này là 450 người.